# Старо-Гостилицкое шоссе
Ста́ро-Гости́лицкое шоссе — шоссе в городе Петергофе Петродворцового района Санкт-Петербурга. Проходит от Чичеринской улицы до Гостилицкого шоссе.
С XIX века до 23 ноября 1970 года (фактически до начала 1980-х годов) входило в состав Гостилицкого шоссе, позже получившего другую конфигурацию. Сохранившемуся участку старой трассы 21 августа 2008 года было присвоено название Старо-Гостилицкое шоссе.
До лета 2016 года на всех указателях, установленных перед перекрестками со Старо-Гостилицким шоссе, оно было подписано как часть Гостилицкой улицы.

## Перекрёстки
- Чичеринская улица
- Ботаническая улица
- Гостилицкое шоссе